# Răiuți, Vrancea
Răiuți este un sat în comuna Reghiu din județul Vrancea, Moldova, România.
Satul Răiuți este situat la poalele Dealului Răiuț (954 m înălțime), în partea de est a culmii.
 Acest articol despre o localitate din județul Vrancea este deocamdată un ciot. Puteți ajuta Wikipedia prin completarea lui.